# Élections législatives de 2017 à Mayotte
Les élections législatives françaises de 2017 se déroulent les 11 et 18 juin. Dans le département de Mayotte, deux députés sont à élire dans le cadre de deux circonscriptions.

## Élus
| Circonscription | Député sortant    | Parti | Parti | Groupe   | Député élu ou réélu | Parti | Parti | Groupe |
| --------------- | ----------------- | ----- | ----- | -------- | ------------------- | ----- | ----- | ------ |
| 1re             | Boinali Saïd      |       | DVG   | app. SER | Ramlati Ali         |       | PS    | LREM   |
| 2e              | Ibrahim Aboubacar |       | PS    | SER      | Mansour Kamardine   |       | LR    | LR     |

## Rappel des résultats départementaux des élections de 2012
| Parti          | Parti                                | Premier tour | Premier tour | Second tour | Second tour | Sièges |
| Parti          | Parti                                | Voix         | %            | Voix        | %           | Sièges |
| -------------- | ------------------------------------ | ------------ | ------------ | ----------- | ----------- | ------ |
|                | Union pour un mouvement populaire    | 9 680        | 26,33        | 10 532      | 26,50       | 0      |
|                | Parti socialiste                     | 6 384        | 17,36        | 12 846      | 32,33       | 1      |
|                | Divers gauche                        | 5 834        | 15,81        | 9 653       | 24,29       | 1      |
|                | Nouvel Élan pour Mayotte             | 5 042        | 13,71        | 6 707       | 16,88       | 0      |
|                | Mouvement départementaliste mahorais | 3 968        | 10,79        |             |             |        |
|                | Alliance                             | 1 008        | 2,74         |             |             |        |
|                | Nouveau Centre                       | 916          | 2,49         |             |             |        |
|                | Mouvement populaire mahorais         | 759          | 2,06         |             |             |        |
|                | Europe Écologie Les Verts            | 617          | 1,68         |             |             |        |
|                | Parti social mahorais                | 581          | 1,58         |             |             |        |
|                | Autres                               | 537          | 1,46         |             |             |        |
|                | Divers droite                        | 686          | 1,87         |             |             |        |
|                | Front national                       | 372          | 1,01         |             |             |        |
|                | Parti radical                        | 276          | 0,75         |             |             |        |
|                | Mouvement démocrate                  | 127          | 0,35         |             |             |        |
|                |                                      |              |              |             |             |        |
| Inscrits       | Inscrits                             | 77 591       | 100,00       | 77 602      | 100,00      |        |
| Abstentions    | Abstentions                          | 38 862       | 50,09        | 35 919      | 46,29       |        |
| Votants        | Votants                              | 38 729       | 49,91        | 41 683      | 53,71       |        |
| Blancs et nuls | Blancs et nuls                       | 1 968        | 5,08         | 1 945       | 4,67        |        |
| Exprimés       | Exprimés                             | 36 761       | 94,92        | 39 738      | 95,33       |        |

## Résultats

### Résultats à l'échelle du département
|                                             |                                      |                           |                           |                          |                          |
|                                             |                                      | Premier tour 11 juin 2017 | Premier tour 11 juin 2017 | Second tour 18 juin 2017 | Second tour 18 juin 2017 |
|                                             |                                      |                           |                           |                          |                          |
|                                             |                                      | Nombre                    | % des inscrits            | Nombre                   | % des inscrits           |
| Inscrits                                    | Inscrits                             | 82 800                    | 100,00                    | 82 733                   | 100,00                   |
| Abstentions                                 | Abstentions                          | 46 018                    | 55,58                     | 43 239                   | 52,26                    |
| Votants                                     | Votants                              | 36 782                    | 44,42                     | 39 494                   | 47,74                    |
|                                             |                                      |                           | % des votants             |                          | % des votants            |
| Bulletins blancs                            | Bulletins blancs                     | 1 303                     | 3,54                      | 1 341                    | 3,40                     |
| Bulletins nuls                              | Bulletins nuls                       | 2 507                     | 6,82                      | 2 267                    | 5,74                     |
| Suffrages exprimés                          | Suffrages exprimés                   | 32 972                    | 89,64                     | 35 886                   | 90,86                    |
|                                             |                                      |                           |                           |                          |                          |
| Étiquette politique                         | Étiquette politique                  | Voix                      | % des exprimés            | Voix                     | % des exprimés           |
|                                             |                                      |                           |                           |                          |                          |
|                                             | Les Républicains                     | 9 284                     | 28,16                     | 20 838                   | 58,07                    |
|                                             | Divers                               | 5 697                     | 17,28                     |                          |                          |
|                                             | Parti socialiste                     | 4 531                     | 13,74                     | 7 992                    | 22,27                    |
|                                             | Divers gauche                        | 4 250                     | 12,89                     |                          |                          |
|                                             | Divers droite                        | 2 884                     | 8,75                      |                          |                          |
|                                             | Mouvement démocrate                  | 2 244                     | 6,81                      | 7 066                    | 19,69                    |
|                                             | Union des démocrates et indépendants | 1 784                     | 5,41                      |                          |                          |
|                                             | Parti radical de gauche              | 980                       | 2,97                      |                          |                          |
|                                             | La France insoumise                  | 679                       | 2,06                      |                          |                          |
|                                             | Front national                       | 639                       | 1,94                      |                          |                          |
| Source : Ministère de l'Intérieur - Mayotte |                                      |                           |                           |                          |                          |

### Résultats par circonscription

#### Première circonscription
Député sortant : Boinali Saïd (Divers gauche).
|                                                                         |                                                                           |                           |                           |                          |                          |
|                                                                         |                                                                           | Premier tour 11 juin 2017 | Premier tour 11 juin 2017 | Second tour 18 juin 2017 | Second tour 18 juin 2017 |
|                                                                         |                                                                           |                           |                           |                          |                          |
|                                                                         |                                                                           | Nombre                    | % des inscrits            | Nombre                   | % des inscrits           |
| Inscrits                                                                | Inscrits                                                                  | 37 997                    | 100,00                    | 37 908                   | 100,00                   |
| Abstentions                                                             | Abstentions                                                               | 21 930                    | 57,72                     | 20 634                   | 54,43                    |
| Votants                                                                 | Votants                                                                   | 16 067                    | 42,28                     | 17 274                   | 45,57                    |
|                                                                         |                                                                           |                           | % des votants             |                          | % des votants            |
| Bulletins blancs                                                        | Bulletins blancs                                                          | 642                       | 4,00                      | 613                      | 3,55                     |
| Bulletins nuls                                                          | Bulletins nuls                                                            | 1 197                     | 7,45                      | 741                      | 4,29                     |
| Suffrages exprimés                                                      | Suffrages exprimés                                                        | 14 228                    | 88,55                     | 15 920                   | 92,16                    |
|                                                                         |                                                                           |                           |                           |                          |                          |
| Candidat Étiquette politique (partis et alliances)                      | Candidat Étiquette politique (partis et alliances)                        | Voix                      | % des exprimés            | Voix                     | % des exprimés           |
|                                                                         |                                                                           |                           |                           |                          |                          |
|                                                                         | Ramlati Ali Parti socialiste                                              | 2 396                     | 16,84                     | 7 992                    | 50,17                    |
|                                                                         | Elad Chakrina Les Républicains                                            | 2 384                     | 16,76                     | 7 938                    | 49.83                    |
|                                                                         | Bacar Ali Boto Divers gauche                                              | 2 223                     | 15,62                     |                          |                          |
|                                                                         | Daniel Zaïdani Divers droite (Mouvement pour le développement de Mayotte) | 1 906                     | 13,40                     |                          |                          |
|                                                                         | Youssouf Chihabouddine Divers gauche                                      | 944                       | 6,63                      |                          |                          |
|                                                                         | Yahaya Moutuidine Divers                                                  | 803                       | 5,64                      |                          |                          |
|                                                                         | Kamel Messaoudi Divers (Union des démocrates musulmans français)          | 723                       | 5,08                      |                          |                          |
|                                                                         | Bacar Haladi Parti radical de gauche                                      | 651                       | 4,58                      |                          |                          |
|                                                                         | Saïd Ahamadi Divers gauche                                                | 573                       | 4,03                      |                          |                          |
|                                                                         | Soihibou Ali-Mansoib Front national                                       | 438                       | 3,08                      |                          |                          |
|                                                                         | Boinali Saïd (député sortant) Divers gauche                               | 371                       | 2,61                      |                          |                          |
|                                                                         | Christine Raharijaona La France insoumise                                 | 282                       | 1,98                      |                          |                          |
|                                                                         | Boina Dinouraini Divers                                                   | 264                       | 1,86                      |                          |                          |
|                                                                         | Saïd Ahamadi Salim Divers                                                 | 174                       | 1,22                      |                          |                          |
|                                                                         | Catherine Bihannic Divers (Union populaire républicaine)                  | 96                        | 0,67                      |                          |                          |
| Source : Ministère de l'Intérieur - Première circonscription de Mayotte |                                                                           |                           |                           |                          |                          |

#### Deuxième circonscription
Député sortant : Ibrahim Aboubacar (Parti socialiste).
|                                                                         |                                                               |                           |                           |                          |                          |
|                                                                         |                                                               | Premier tour 11 juin 2017 | Premier tour 11 juin 2017 | Second tour 18 juin 2017 | Second tour 18 juin 2017 |
|                                                                         |                                                               |                           |                           |                          |                          |
|                                                                         |                                                               | Nombre                    | % des inscrits            | Nombre                   | % des inscrits           |
| Inscrits                                                                | Inscrits                                                      | 44 805                    | 100,00                    | 44 825                   | 100,00                   |
| Abstentions                                                             | Abstentions                                                   | 24 151                    | 53,90                     | 22 605                   | 50,43                    |
| Votants                                                                 | Votants                                                       | 20 654                    | 46,10                     | 22 220                   | 49,57                    |
|                                                                         |                                                               |                           | % des votants             |                          | % des votants            |
| Bulletins blancs                                                        | Bulletins blancs                                              | 786                       | 3,81                      | 728                      | 3,28                     |
| Bulletins nuls                                                          | Bulletins nuls                                                | 1 182                     | 5,72                      | 1 526                    | 6,87                     |
| Suffrages exprimés                                                      | Suffrages exprimés                                            | 18 686                    | 90,47                     | 19 966                   | 89,86                    |
|                                                                         |                                                               |                           |                           |                          |                          |
| Candidat Étiquette politique (partis et alliances)                      | Candidat Étiquette politique (partis et alliances)            | Voix                      | % des exprimés            | Voix                     | % des exprimés           |
|                                                                         |                                                               |                           |                           |                          |                          |
|                                                                         | Mansour Kamardine Les Républicains                            | 6 876                     | 36,80                     | 12 900                   | 64,61                    |
|                                                                         | Ibrahim Boinahery Mouvement démocrate                         | 2 243                     | 12,00                     | 7 066                    | 35,39                    |
|                                                                         | Ibrahim Aboubacar (député sortant) Parti socialiste           | 2 124                     | 11,37                     |                          |                          |
|                                                                         | Ahmed Attoumani Douchina Union des démocrates et indépendants | 1 813                     | 9,70                      |                          |                          |
|                                                                         | Mouhamed Abdou Divers                                         | 876                       | 4,69                      |                          |                          |
|                                                                         | Armamie Abdoul Wassion Divers droite                          | 740                       | 3,96                      |                          |                          |
|                                                                         | Mikidadi Ndzakou Divers                                       | 732                       | 3,92                      |                          |                          |
|                                                                         | Mouhamadi Mchami Divers                                       | 591                       | 3,16                      |                          |                          |
|                                                                         | Kamaldine Attoumani Divers                                    | 582                       | 3,11                      |                          |                          |
|                                                                         | Jacques Henry Divers                                          | 541                       | 2,90                      |                          |                          |
|                                                                         | Adrien Theilleux La France insoumise                          | 399                       | 2,14                      |                          |                          |
|                                                                         | Kira Adacolo Parti radical de gauche                          | 339                       | 1,81                      |                          |                          |
|                                                                         | Saïd Thestina Divers droite                                   | 230                       | 1,23                      |                          |                          |
|                                                                         | Anli Madi Ngazi Divers                                        | 210                       | 1,12                      |                          |                          |
|                                                                         | Madi Anli Front national                                      | 204                       | 1,09                      |                          |                          |
|                                                                         | Siaka Mahamoudou Divers gauche                                | 123                       | 0,66                      |                          |                          |
|                                                                         | Farid Boutekezez Divers (Union populaire républicaine)        | 63                        | 0,34                      |                          |                          |
| Source : Ministère de l'Intérieur - Deuxième circonscription de Mayotte |                                                               |                           |                           |                          |                          |